# Fernando Font
Fernando Font, (nacido el 12 de diciembre de 1915 en Ceuta, España y fallecido el 8 de noviembre de 2002 en Barcelona, España) fue un jugador y entrenador de baloncesto español. Fue seleccionador de España.    

## Trayectoria
Nacido en Ceuta, donde su padre militar de profesión estaba destinado, con 3 años se instala con su familia en Mataró. Sus inicios en el mundo del baloncesto fue en los Escolapios de la capital del Maresme, donde el padre Millán, introductor del baloncesto en España daba clases de Historia Universal. Con 14 años ingresa como infantil en el Patrie, equipo donde gana varios campeonatos de Cataluña y de España. Después de la Guerra Civil Española, el Patrie desaparece y Font ingresa en el Atlétic Sant Gervasi, donde juega hasta el año 1940, después ingresa en el FC Barcelona, donde está 15 años, los 3 primeros como jugador, y los otros 12 como entrenador. El último club que entrenó fue el Orillo Verde de Sabadell, equipo cuyo patrocinio ostentaba la empresa textil Industrial Carol. Como seleccionador de España estuvo en los Juegos Mediterráneos de 1951 y 1955, donde el equipo español quedó segundo, los Juegos Olímpicos 1960 (14 posición) y el Eurobasket 1961 (13 posición).